# JBuilder
JBuilder war eine Java-Entwicklungsumgebung der Firma CodeGear (früher zu Borland gehörend, seit 2008 zu Embarcadero Technologies), die komplett in Java geschrieben wurde. Es gab eine kostenlose Version (Foundation) zum Download, welche auch für kommerzielle Zwecke eingesetzt werden durfte und bereits grafische GUI-Erstellung ermöglichte, aber im Umfang den kostenpflichtigen Developer- und Enterprise-Editionen nachstand.
Weiterhin basierte der Borland C++BuilderX (nicht zu verwechseln mit C++Builder) auf dem Code des JBuilders, der dadurch weitgehende Plattformunabhängigkeit erreichte.
Mit Einführung der Version JBuilder 2007 hatte sich das Produkt stark gewandelt. Es handelte sich nun nicht mehr um eine eigenständige IDE, sondern lediglich um ein Plugin für das Framework Eclipse. Während dieses Produkt für Neukunden, die mit Eclipse gearbeitet haben, eine Funktionserweiterung darstellte, mussten sich die bisherigen Anwender stark umgewöhnen und teilweise auf lieb gewonnene Grundfunktionen des Editors verzichten. Des Weiteren waren bestehende GUI-Klassen, die im Borland „UI-Designer“ erstellt wurden, teilweise nicht mehr im „Visual Editor“ der neuen Version bearbeitbar.
Später wurde JBuilder 2008 veröffentlicht. Dieser wurde in zwei kostenpflichtigen Versionen, der Professional und der Enterprise Edition angeboten. Eine in der Funktionalität eingeschränkte Version war unter dem Namen JBuilder 2008 Turbo vorhanden. 
JBuilder 2008 baute ebenfalls auf dem Eclipse Framework auf und brachte zahlreiche neue Funktionen mit:
- kollaborative Teamunterstützung
- UML-Modeling-Funktionen mit LiveSource-Technologie
- verbessertes Code Profiling (sowohl statische als auch dynamische Analysen des Codes)
- Anwendungs-Factorys
- umfangreiche Sammlung von Werkzeugen zur Konstruktion von Benutzerschnittstellen
- Entwicklung visueller Enterprise JavaBeans (EJB) und beschleunigtes Erstellen von Web-Services

JBuilder muss als eingestellt gelten, sämtliche Verweise wurden von der Webseite von Embarcadero gelöscht.